# Colibrí ermità becgròs
El colibrí ermità becgròs (Phaethornis malaris) és una espècie d'ocell de la família dels troquílids (Trochilidae) que habita boscos i vegetació secundària de les terres baixes de la Guaiana Francesa i l'adjacent nord-est del Brasil, les terres baixes de l'est del Brasil i la zona occidental de l'Amazònia.